# Vonnas
Vonnas – miejscowość i gmina we Francji, w regionie Owernia-Rodan-Alpy, w departamencie Ain.

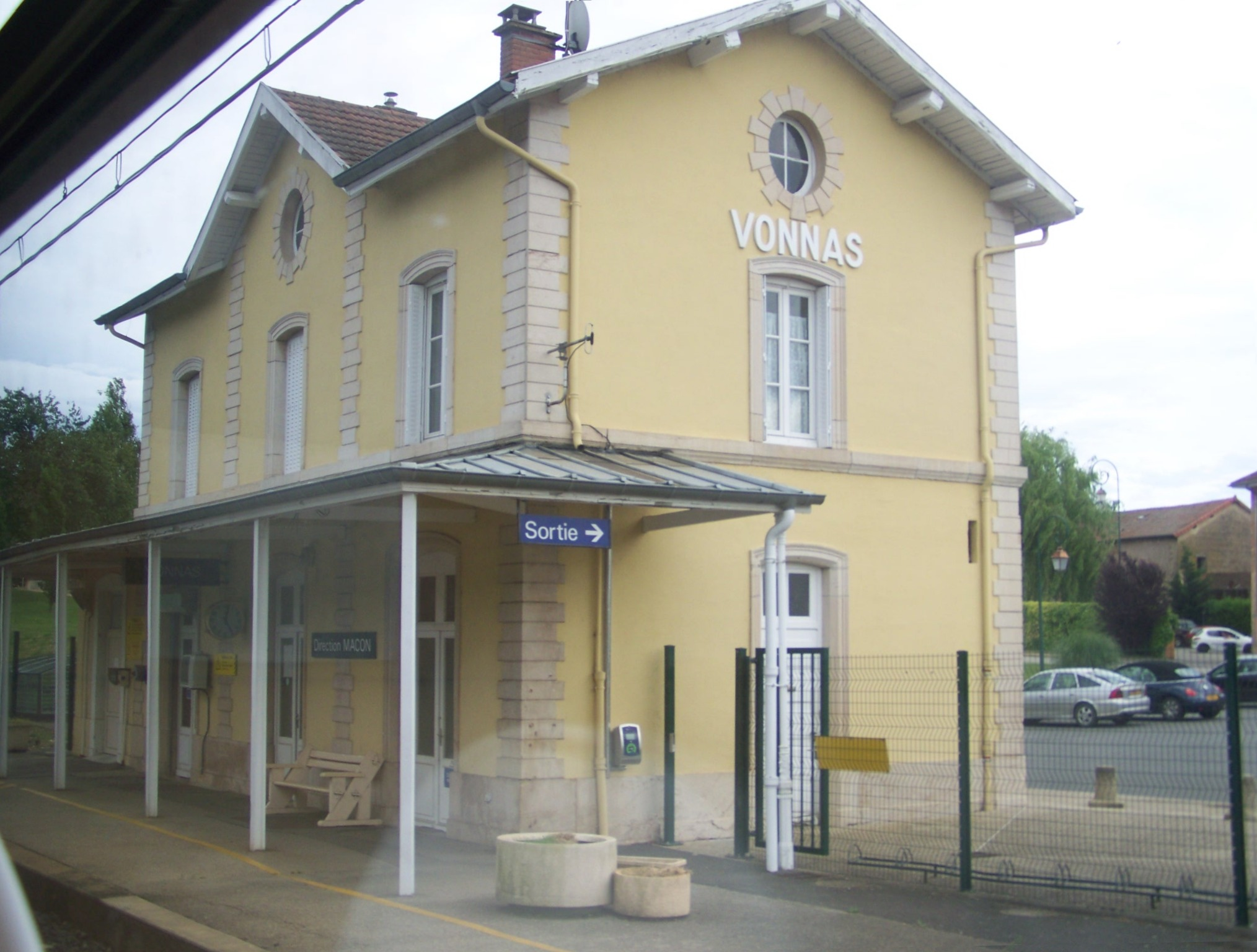
Dworzec kolejowy (2009 r.)

## Demografia
Według danych na styczeń 2012 roku gminę zamieszkiwało 2906 osób, a gęstość zaludnienia wynosiła 163,2 osób/km².